# Djupören, Helsingfors
Djupören (finska: Syväoura) är en ö i Finland.   Den ligger i kommunen Helsingfors i den ekonomiska regionen  Helsingfors  och landskapet Nyland, i den södra delen av landet, 16 km öster om huvudstaden Helsingfors.
Terrängen på Djupören är varierad.